# Shackamaxon
Shackamaxon je povijesno selo Lenape Indijanaca. Bilo je središte skupine Unami, a prema Williamu Pennu, možda i cijele Lenni Lenape nacije. Nalazilo se uz rijeku Delaware, na području današnjeg Kensingtona, sada dijela Philadelphije u Pennsylvaniji.
U Shackamaxonu je Penn 1682. godine potpisao ugovor s Delaware Indijancima. Na tom je mjestu danas memorijalni park.

## Vanjske poveznice
- Muzej Pennovog sporazuma (engl.)